# Sigrid Emmenegger
Sigrid Emmenegger (* 4. Oktober 1976 in Freiburg im Breisgau) ist eine deutsche Juristin und seit dem 4. Januar 2021 Richterin am Bundesverwaltungsgericht in Leipzig.

## Biografie

### Ausbildung
Sigrid Emmenegger studierte Rechtswissenschaft und Euroculture an der Albert-Ludwigs-Universität Freiburg im Breisgau. Sie schloss ihr Studium mit einer Dissertation ab.

### Juristischer Werdegang
Im Februar 2007 trat Emmenegger beim Verwaltungsgericht Koblenz als Richterin auf Probe in den Justizdienst des Landes Rheinland-Pfalz ein. Danach war sie an den Verwaltungsgerichten Mainz und Neustadt an der Weinstraße tätig. In dieser Zeit erfolgte auch die Ernennung zur Richterin auf Lebenszeit am Verwaltungsgericht Mainz. Von Mai 2009 bis Juni 2013 wurde sie als wissenschaftliche Mitarbeiterin an das Bundesverfassungsgericht in Karlsruhe abgeordnet. Von Juli 2013 bis April 2014 wurde sie an das Oberverwaltungsgericht Rheinland-Pfalz in Koblenz abgeordnet. Danach wurde sie zur Richterin am Oberverwaltungsgericht ernannt und übte dieses Amt bis Juli 2019 aus. Neben der Tätigkeit als Richterin war Emmenegger wissenschaftliche Mitarbeiterin am Verfassungsgerichtshof Rheinland-Pfalz und war Lehrbeauftragte der Justus-Liebig-Universität Gießen.
Am 5. Juli 2019 wurde Emmenegger zur Vizepräsidentin des Verwaltungsgerichts Koblenz ernannt.

### Bundesverwaltungsgericht
Am 8. Oktober 2020 wurde sie in Berlin zur Richterin am Bundesverwaltungsgericht in Leipzig gewählt und am 4. Januar 2021 ernannt. Das Präsidium des Bundesverwaltungsgerichts wies Emmenegger zunächst dem 4. Revisionssenat des Bundesverwaltungsgerichts zu, der u. a. für das Bau- und Bodenrecht, das Recht des Ausbaues von Energieleitungen, das Recht der Anlegung und des Betriebes von Flugplätzen, das Denkmalschutzrecht sowie das Natur- und Landschaftsschutzrecht zuständig ist. 2024 ist sie Mitglied des 11. Revisionssenat des Bundesverwaltungsgerichts, dem „Sachen aus dem Gebiet des Rechts des Ausbaues von Energieleitungen einschließlich von Genehmigungen nach dem Bundes-Immissionsschutzgesetz für Anlagen, die dem Betrieb von Energieleitungen dienen“ sowie „Streitigkeiten, die Vorhaben zur Errichtung und zur Anbindung von Terminals zum Import von Wasserstoff und Derivaten betreffen, mit Ausnahme von Streitigkeiten nach dem LNG-Beschleunigungsgesetz“ zugewiesen sind.

## Publikationen (Auswahl)
- Gesetzgebungskunst. Gute Gesetzgebung als Gegenstand einer legislativen Methodenbewegung in der Rechtswissenschaft um 1900 – Zur Geschichte der Gesetzgebungslehre. In: Grundlagen der Rechtswissenschaft. Band 5. Mohr Siebeck, Tübingen 2006, ISBN 3-16-148817-2.[7] Dissertation.
- mit Ariane Wiedmann (Hrsg.): Linien der Rechtsprechung des Bundesverfassungsgerichts – erörtert von den wissenschaftlichen Mitarbeiterinnen und Mitarbeitern. Band 2. De Gruyter Recht, Berlin 2011, ISBN 978-3-11-024015-3.
- mit Lars Brocker: Landesverfassungsgerichtsbarkeit und Verfassungswandel. Entwicklungslinien aus 70 Jahren Verfassungsrechtsprechung in Rheinland-Pfalz. In: Manuela Glaab, Hendrik Hering, Michael Kißener, Dieter Schiffmann, Monika Storm, (Hrsg.): 70 Jahre Rheinland-Pfalz. Historische Perspektiven und politikwissenschaftliche Analyse. Springer VS, Wiesbaden 2020, ISBN 978-3-658-28899-0, S. 271–286.